# Seznam kostelů v Česku zaniklých za komunistického režimu
Seznam kostelů v Česku zaniklých během komunistického režimu, tj. mezi lety 1948–1989 (seznam není úplný):
| Název                               | Obrázek                            | Galerie Commons                                                                       | Místo                                 | Okres          | Zbořen               | Poznámky | Souřadnice                       |
| ----------------------------------- | ---------------------------------- | ------------------------------------------------------------------------------------- | ------------------------------------- | -------------- | -------------------- | --- | -------------------------------- |
| kostel svatého Floriána             | Kostel svatého Floriána            | Kategorie „Church of Saint Florian (Brno-Černovice)“ na Wikimedia Commons             | Brno-Černovice                        | Brno-město     | 1960                 | odstřelen | 49°10′33″ s. š., 16°38′23″ v. d. |
| kostel Nejsvětější Trojice          |                                    |                                                                                       | Staré Purkartice                      | Bruntál        | 50. až 80. léta      | |                                  |
| evangelický kostel                  |                                    |                                                                                       | Staré Purkartice                      | Bruntál        | 50. až 80. léta      | |                                  |
| kostel svaté Máří Magdaleny         |                                    |                                                                                       | Osoblaha                              | Bruntál        | 11. října 1962       | |                                  |
| evangelický kostel                  |                                    |                                                                                       | Holčovice                             | Bruntál        | 1974                 | |                                  |
| kostel Panny Marie Lourdské         |                                    |                                                                                       | Rýmařov                               | Bruntál        | 80. léta             | |                                  |
| evangelický kostel                  |                                    |                                                                                       | Spálené                               | Bruntál        | 80. léta             | |                                  |
| kostel svatého Šimona a Judy        |                                    |                                                                                       | Česká Ves                             | Bruntál        | 1980 nebo 1981       | |                                  |
| kostel svatého Františka Xaverského |                                    |                                                                                       | Valštejn                              | Bruntál        | 1984                 | |                                  |
| kostel svatého Václava              |                                    |                                                                                       | Hustopeče                             | Břeclav        | 1962                 | zřícení věže v únoru 1961, zbytek kostela zbořen v září 1962                                                     | 48°56′23″ s. š., 16°44′15″ v. d. |
| –el Nanebevzetí Panny Marie         |                                    |                                                                                       | Svébořice                             | Česká Lípa     | 1948?                | |                                  |
| kostel Narození Panny Marie         |                                    |                                                                                       | Jabloneček, VVP Ralsko                | Česká Lípa     | snad 60. léta        | |                                  |
| kostel Nejsvětější Trojice          |                                    |                                                                                       | Stružnice                             | Česká Lípa     | 16. prosince 1972    | |                                  |
| evangelický kostel Krista spasitele |                                    |                                                                                       | Nový Bor                              | Česká Lípa     | února 1983           | | 50°45′18″ s. š., 14°33′9″ v. d.  |
| kostel svatého Václava              |                                    |                                                                                       | Fukov                                 | Děčín          | 23. září 1960        | odstřelen | 51°2′34″ s. š., 14°30′5″ v. d.   |
| kostel svatého Michaela             |                                    |                                                                                       | Krásný Studenec, Děčín                | Děčín          | 1966                 | zbořen |                                  |
| kostel Spasitele                    | kostel Spasitele                   | Kategorie „Salvator church in Krásná Lípa“ na Wikimedia Commons                       | Krásná Lípa                           | Děčín          | 1971                 | | 50°54′39″ s. š., 14°30′19″ v. d. |
| kostel svaté Kateřiny Alexandrijské | kostel svaté Kateřiny              | Kategorie „Church of Saint Catherina of Alexandria (Merboltice)“ na Wikimedia Commons | Merboltice                            | Děčín          | 1975                 | odstřelen | 50°41′20″ s. š., 14°20′30″ v. d. |
| kostel svatého Bartoloměje          |                                    |                                                                                       | Rychnov, Verneřice                    | Děčín          | 1975                 | |                                  |
| kostel svaté Barbory                | Kostel svaté Barbory               | Kategorie „Church of Saint Barbara (Valkeřice)“ na Wikimedia Commons                  | Valkeřice                             | Děčín          | 1975                 | odstřelen | 50°41′52″ s. š., 14°19′3″ v. d.  |
| kostel Nejsvětější Trojice          |                                    |                                                                                       | Verneřice                             | Děčín          | 16. ledna 1975       | |                                  |
| kostel svatého Martina              | Kostel svatého Martina             | Kategorie „Church of Saint Martin (Brtníky)“ na Wikimedia Commons                     | Brtníky                               | Děčín          | 1975                 | odstřelen | 50°56′54″ s. š., 14°26′28″ v. d. |
| kostel svatého Jiří                 | kostel svatého Jiří                | Kategorie „Church of Saint George (Lučina-Grafenried)“ na Wikimedia Commons           | Lučina                                | Domažlice      | 70. léta 20. století | odstřelen v 70. letech 20. století                                                                               | 49°26′ s. š., 12°40′51″ v. d.    |
| kostel svatého Jana Křtitele        | kostel svatého Jana Křtitele       | Kategorie „Church of Saint John the Baptist (Pleš)“ na Wikimedia Commons              | Pleš                                  | Domažlice      | 50. léta 20. století | | 49°32′44″ s. š., 12°36′10″ v. d. |
| kostel svaté Barbory                |                                    |                                                                                       | Železná                               | Domažlice      | zbořen v roce 1965   | | 49°35′11″ s. š., 12°35′15″ v. d. |
| kostel Všech svatých                |                                    |                                                                                       | Konská                                | Frýdek-Místek  | 1957                 | zbořen při rozšiřování Třineckých železáren                                                                      |                                  |
| kostel Navštívení Panny Marie       |                                    |                                                                                       | Soběšovice                            | Frýdek-Místek  | 1957                 | zbořen kvůli stavbě Žermanické přehrady                                                                          |                                  |
| kostel svaté Anny                   |                                    |                                                                                       | Horní Pelhřimov                       | Cheb           | 1967                 | |                                  |
| kostel svatého Jošta                |                                    |                                                                                       | Cheb                                  | Cheb           | 1969                 | |                                  |
| evangelický kostel Svaté Trojice    | kostel Nejsvětější Trojice         | Kategorie „Holy Trinity Church in Aš“ na Wikimedia Commons                            | Aš                                    | Cheb           | 1987                 | zničen při požáru 1960                                                                                           |                                  |
| kostel svatého Linharta             | kostel svatého Linharta            | Kategorie „Church of Saint Leonard (Prameny)“ na Wikimedia Commons                    | Prameny                               | Cheb           | 1958                 | zbořen po zrušení vojenského výcvikového prostoru Prameny jako zdevastovaný                                      | 50°3′3″ s. š., 12°43′55″ v. d.   |
| kostel svatého Vojtěcha             |                                    |                                                                                       | Svatý Vojtěch                         | Cheb           | 1959                 | demolován pomocí minometů a těžké techniky                                                                       | 49°56′55″ s. š., 12°50′5″ v. d.  |
| kostel svatých Andělů strážných     |                                    |                                                                                       | Vysočany                              | Chomutov       | 1965                 | |                                  |
| kostel svatého Bartoloměje          |                                    |                                                                                       | Hrušovany                             | Chomutov       | 1966                 | |                                  |
| kostel svaté Kateřiny               |                                    |                                                                                       | Dolany                                | Chomutov       | 1967                 | | 50°20′37″ s. š., 13°21′22″ v. d. |
| kostel svaté Máří Magdalény         |                                    |                                                                                       | Lomazice                              | Chomutov       | 1967                 | | 50°21′2″ s. š., 13°21′50″ v. d.  |
| kostel Nanebevzetí Panny Marie      |                                    |                                                                                       | Nová Ves, Hora Svatého Šebestiána     | Chomutov       | 1967                 | |                                  |
| kostel svatého Šebestiána           |                                    |                                                                                       | Hora Svatého Šebestiána               | Chomutov       | 15. března 1967      | postaven 1873–1876                                                                                               |                                  |
| kostel svatého Bartoloměje          |                                    |                                                                                       | Kojetín                               | Chomutov       | 1969                 | postaven 1747 |                                  |
| evangelický kostel v Chomutově      | evangelický kostel v Chomutově     |                                                                                       | Chomutov                              | Chomutov       | 22. srpna 1972       | postaven 1896–1899                                                                                               | 50°27′46″ s. š., 13°24′56″ v. d. |
| kostel svatého Michaela archanděla  |                                    |                                                                                       | Tušimice                              | Chomutov       | 1972                 | postaven 1823 |                                  |
| kostel Obrácení svatého Pavla       |                                    |                                                                                       | Loučná pod Klínovcem                  | Chomutov       | 1981                 | | 50°25′7″ s. š., 12°58′55″ v. d.  |
| kostel Všech svatých                |                                    |                                                                                       | Krbice                                | Chomutov       | 1985                 | | 50°25′40″ s. š., 13°21′3″ v. d.  |
| kostel Panny Marie Pomocné          |                                    | Kategorie „Church of Saint Mary of Help (Zlaté Hory)“ na Wikimedia Commons            | Zlaté Hory                            | Jeseník        | 22. září 1973        | znovu vystavěn 1993–1995                                                                                         | 50°13′34″ s. š., 17°23′44″ v. d. |
| kostel Nanebevzetí Panny Marie      |                                    |                                                                                       | Nové Vilémovice, Uhelná               | Jeseník        | 1987 nebo 1988       | |                                  |
| kostel svatého Františka z Assisi   |                                    |                                                                                       | Jihlava                               | Jihlava        | 80. léta             | postaven 1631–1632                                                                                               | 49°23′53″ s. š., 15°35′22″ v. d. |
| kostel svaté Alžběty                |                                    |                                                                                       | Doupov, VVP Hradiště                  | Karlovy Vary   | snad 60. léta        | |                                  |
| hřbitovní kostel svatého Volfganga  |                                    |                                                                                       | Doupov, VVP Hradiště                  | Karlovy Vary   | snad 60. léta        | |                                  |
| kostel Nanebevzetí Panny Marie      |                                    |                                                                                       | Doupov, VVP Hradiště                  | Karlovy Vary   | snad 60. léta        | |                                  |
| kostel Narození Panny Marie         |                                    |                                                                                       | Žďár u Doupova, VVP Hradiště          | Karlovy Vary   | snad 60. léta        | |                                  |
| kostel Nanebevzetí Panny Marie      |                                    |                                                                                       | Mariánská                             | Karlovy Vary   | 1965                 | postaven 1691–1699, odstřelen                                                                                    | 50°21′26″ s. š., 12°53′5″ v. d.  |
| kostel svatého Františka z Assisi   |                                    |                                                                                       | Mariánská                             | Karlovy Vary   | 1965                 | postaven 1754–1765, odstřelen                                                                                    | 50°21′25″ s. š., 12°53′7″ v. d.  |
| kostel svatého Václava              |                                    |                                                                                       | Ryžovna                               | Karlovy Vary   | 1968                 | | 50°24′10″ s. š., 12°50′13″ v. d. |
| kostel svatého Antonína Paduánského |                                    | Kategorie „St. Antonius von Padua (Jelení)“ na Wikimedia Commons                      | Jelení                                | Karlovy Vary   | 60. léta             | po konci druhé světové války došlo k začlenění do hraničního pásma později demolován                             | 50°23′45″ s. š., 12°40′13″ v. d. |
| kostel svatého Jindřicha            | kostel svatého Jindřicha           |                                                                                       | Karviná–Solca                         | Karviná        | 12. října 1960       | zbořen kvůli poddolování                                                                                         |                                  |
| kostel Nejsvětější Trojice          |                                    |                                                                                       | Těrlicko                              | Karviná        | 30. května 1962      | zbořen kvůli stavbě Vodní nádrže Těrlicko                                                                        |                                  |
| kostel svatého Prokopa              | zbytky kostela svatého Prokopa     | Kategorie „Church of Saint Procopius (Prášily)“ na Wikimedia Commons                  | Prášily                               | Klatovy        | 4. ledna 1979        | | 49°6′19″ s. š., 13°22′39″ v. d.  |
| evangelický kostel                  |                                    |                                                                                       | Liberec                               | Liberec        | 29. května 1976      | |                                  |
| kostel svatého Jakuba apoštola      |                                    |                                                                                       | Václavice, Hrádek nad Nisou           | Liberec        | kolem 1980           | |                                  |
| kostel Povýšení svatého Kříže       |                                    |                                                                                       | Býčkovice                             | Litoměřice     | červenec 1965        | |                                  |
| kostel                              |                                    |                                                                                       | Radovesice                            | Litoměřice     | 1983                 | |                                  |
| kostel svatého Michaela             |                                    | Kategorie „Church of Saint Michael (Chožov)“ na Wikimedia Commons                     | Chožov                                | Louny          | 28. listopadu 1968   | | 50°23′56″ s. š., 13°51′32″ v. d. |
| kostel svatého Antonína Paduánského |                                    |                                                                                       | Klíny                                 | Most           | 1985                 | | 50°37′51″ s. š., 13°33′32″ v. d. |
| kostel Nanebevzetí Panny Marie      |                                    |                                                                                       | Most                                  | Most           | 70. léta             | postaven 1618–1627                                                                                               | 50°31′31″ s. š., 13°38′19″ v. d. |
| baptistický kostel                  |                                    |                                                                                       | Šonov                                 | Náchod         | 1957                 | |                                  |
| kostel svatého Jana Křtitele        |                                    |                                                                                       | Janovičky                             | Náchod         | 1964                 | |                                  |
| kostel svatého Mikuláše             |                                    |                                                                                       | Tichá                                 | Nový Jičín     | 13. srpna 1964       | shořel při požáru                                                                                                |                                  |
| evangelický kostel                  |                                    |                                                                                       | Poděbrady                             | Nymburk        | 1962 (asi)           | zbořen |                                  |
| kostel svatého Mikuláše             |                                    |                                                                                       | Podlesí                               | Opava          | 50. léta             | |                                  |
| kostel svatého Floriána             |                                    |                                                                                       | Kozmice                               | Opava          | 1951                 | |                                  |
| kostel svatého Jana Křtitele        |                                    |                                                                                       | Nové Oldřůvky, Budišov nad Budišovkou | Opava          | 1961                 | |                                  |
| kostel Nanebevzetí Panny Marie      |                                    |                                                                                       | Hořejší Kunčice                       | Opava          | 1965                 | |                                  |
| kostel Všech svatých                |                                    |                                                                                       | Lesy, Budišov nad Budišovkou          | Opava          | 80. léta             | |                                  |
| kostel svatého Martina              |                                    |                                                                                       | Kerhartice, Jakartovice               | Opava          | 1985                 | |                                  |
| kostel Navštívení Panny Marie       |                                    |                                                                                       | Medlice, Jakartovice                  | Opava          | 1985                 | |                                  |
| kostel svatého Prokopa              |                                    |                                                                                       | Butovice, Jinonice, Praha             | Praha          | 1966                 | odstřelen | 50°2′33″ s. š., 14°22′30″ v. d.  |
| evangelický kostel                  |                                    |                                                                                       | Brandýs nad Labem                     | Praha-východ   | 1980                 | zbořen kvůli stavbě sídliště                                                                                     | 50°11′12″ s. š., 14°39′28″ v. d. |
| kostel svatého Jana Křtitele        |                                    |                                                                                       | Knížecí Pláně                         | Prachatice     | 60. léta             | odstřelen, zničen i s přilehlým hřbitovem                                                                        | 48°57′23″ s. š., 13°37′52″ v. d. |
| kostel svaté Anny                   |                                    |                                                                                       | Stožec, České Žleby                   | Prachatice     | září 1965            | odstřelen | 48°52′41″ s. š., 13°46′27″ v. d. |
| kostel svatého Martina              |                                    |                                                                                       | Nový Svět, Borová Lada                | Prachatice     | 1976                 | zničen i s přilehlým hřbitovem                                                                                   | 49°0′30″ s. š., 13°40′15″ v. d.  |
| kostel Panny Marie Sněžné           |                                    |                                                                                       | Luboměř pod Strážnou                  | Přerov         | asi 1960             | |                                  |
| kostel svatého Michaela archanděla  | kostel svatého Michaela archanděla | Kategorie „Church of Saint Michael (Čistá)“ na Wikimedia Commons                      | Čistá                                 | Sokolov        | 50. léta             | zničen a rozstřílen dělostřelectvem spolu s celým městem v době působení vojenského výcvikového prostoru Prameny | 50°5′58″ s. š., 12°43′46″ v. d.  |
| kostel svaté Anny                   | kostel svaté Anny                  | Kategorie „Church of Saint Anne (Habartov)“ na Wikimedia Commons                      | Habartov                              | Sokolov        | 1951                 | zbořen kvůli těžbě uhlí                                                                                          | 50°10′34″ s. š., 12°33′39″ v. d. |
| kostel Nejsvětější Trojice          | kostel svatého Nejsvětější Trojice |                                                                                       | Lipnice                               | Sokolov        | 1952                 | zbořen kvůli těžbě uhlí                                                                                          | 50°14′ s. š., 12°40′9″ v. d.     |
| kostel svatého Vavřince             | kostel svatého Vavřince            |                                                                                       | Lobzy                                 | Sokolov        | 50. léta             | zbořen s celou vesnicí kvůli vojenskému výcvikovému prostoru Prameny                                             | 50°8′1″ s. š., 12°41′9″ v. d.    |
| kostel svatého Jana Křtitele        | kostel svatého Jana Křtitele       | Kategorie „Church of Saint John the Baptist (Loket)“ na Wikimedia Commons             | Loket                                 | Sokolov        | 1973                 | zbořen jako zchátralý                                                                                            | 50°11′20″ s. š., 12°45′28″ v. d. |
| kostel svatého Václava              | kostel svatého Václava             |                                                                                       | Louka                                 | Sokolov        | 1987                 | zbořen po zrušení vojenského výcvikového prostoru Prameny jako zdevastovaný                                      | 50°3′19″ s. š., 12°48′30″ v. d.  |
| kostel svatého Václava              | kostel svatého Václava             | Kategorie „Church of Saint Wenceslaus (Smrkovec)“ na Wikimedia Commons                | Smrkovec                              | Sokolov        | 50. léta             | zbořen s celou vesnicí kvůli vojenskému výcvikovému prostoru Prameny                                             | 50°4′11″ s. š., 12°35′50″ v. d.  |
| kostel svatého Jakuba Většího       | kostel svatého Jakuba              |                                                                                       | Vranov                                | Sokolov        | 50. léta             | zbořen s celou vesnicí kvůli vojenskému výcvikovému prostoru Prameny                                             | 50°6′7″ s. š., 12°41′7″ v. d.    |
| kostel svatého Vavřince             |                                    |                                                                                       | Gruna                                 | Svitavy        | 1964                 | zbořen po poškození požárem                                                                                      |                                  |
| kostel svatého Floriána             |                                    |                                                                                       | Svitavy                               | Svitavy        | 25.7.1976            | odstřelen při rozšiřování silnice                                                                                |                                  |
| kostel svatého Bartoloměje          |                                    |                                                                                       | Pořejov                               | Tachov         | 1971                 | zbořen jako poslední stavba v zaniklé obci                                                                       |                                  |
| kostel svatého Havla                |                                    |                                                                                       | Habartice, Krupka                     | Teplice        | 1959                 | zbořen s celou vesnicí v pohraničí                                                                               | 50°43′19″ s. š., 13°52′50″ v. d. |
| evangelický kostel                  |                                    |                                                                                       | Trnovany, Teplice                     | Teplice        | 1974                 | |                                  |
| kostel svaté Kateřiny               |                                    |                                                                                       | Ves Svaté Kateřiny                    | Trutnov        | 5. května 1966       | |                                  |
| evangelický kostel                  | kostel                             |                                                                                       | Prostřední Lánov                      | Trutnov        | 25. září 1982        | | 50°36′49″ s. š., 15°39′34″ v. d. |
| evangelický kostel                  | kostel                             |                                                                                       | Chabařovice                           | Ústí nad Labem | 23. května 1987      | | 50°40′28″ s. š., 13°56′17″ v. d. |
| kostel svatého Vavřince             |                                    |                                                                                       | Chlumec                               | Ústí nad Labem | leden 1967           | zničen i s přilehlým hřbitovem kvůli plánované a neuskutečněné těžbě uhlí                                        | 50°40′12″ s. š., 13°58′29″ v. d. |
| kostel svatého Josefa               | kostel                             |                                                                                       | Nakléřov                              | Ústí nad Labem | 28. dubna 1975       | odstřelen, aby uvolnil místo památníku Rudé armádě, zničen i přilehlý hřbitov                                    | 50°44′35″ s. š., 13°58′43″ v. d. |
| kostel svatého Martina              |                                    |                                                                                       | Velké Chvojno                         | Ústí nad Labem | 1977                 | | 50°43′57″ s. š., 14°2′7″ v. d.   |
| kostel svatého Štěpána              |                                    |                                                                                       | Těchnice                              |                | ?                    | zatopen kvůli výstavbě Orlické přehrady                                                                          | 49°34′52″ s. š., 14°9′42″ v. d.  |